# Syndyoceras cooki
Il sindiocerato (Syndyoceras cooki) è un mammifero artiodattilo estinto, appartenente ai protoceratidi. Visse nel Miocene inferiore (circa 23 – 19 milioni di anni fa) e i suoi resti fossili sono stati ritrovati in Nordamerica. 

## Descrizione
Questo animale era piuttosto simile a un'antilope, ma era dotato di corna dalla disposizione molto particolare. Syndyoceras è facilmente riconoscibile per il suo corno nasale a forma di V, formato da una sinfisi delle ossa mascellari. Al contrario di Synthetoceras, in cui il corno nasale era fuso alla base e formava un lungo ramo biforcuto solo al suo termine, in Syndyoceras il corno era biforcato già alla base. Vi erano inoltre lunghe corna frontali che si protendevano sopra le orbite curvando all'infuori per poi riconvergere verso il centro. I denti erano a corona bassa, e i premolari erano piuttosto grandi se confrontati con quelli di Synthetoceras. Le zampe erano piuttosto robuste, e vi era poca riduzione delle ossa metacarpali laterali. 

## Classificazione
Syndyoceras cooki venne descritto per la prima volta da Barbour nel 1905, sulla base di uno scheletro completo ben conservato, con tanto di cranio, rinvenuto in terreni del Miocene inferiore del Nebraska. Altri fossili furono poi ritrovati in Wyoming e di nuovo in Nebraska in terreni leggermente più recenti.  

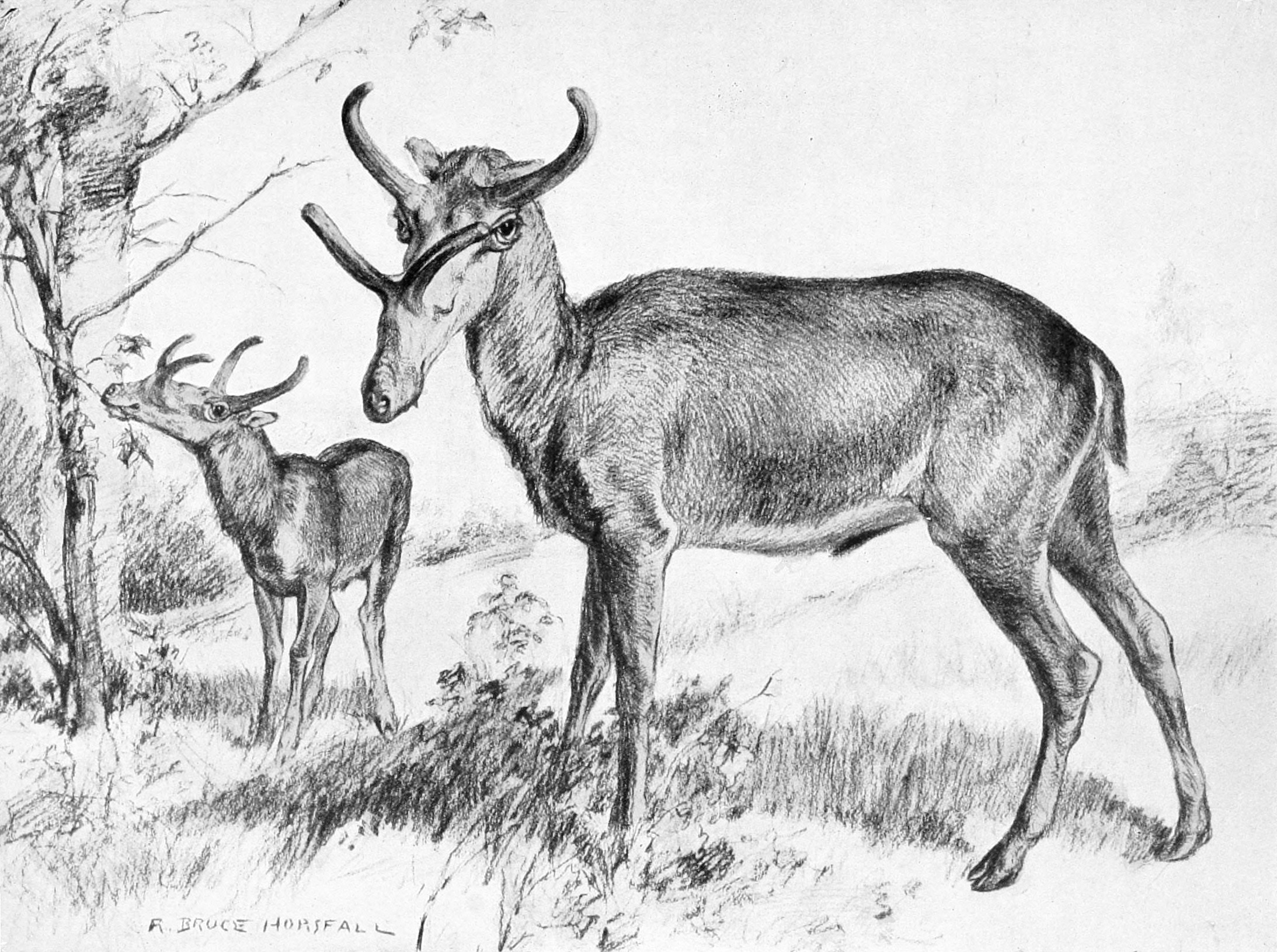
Ricostruzione di Syndyoceras cooki

Syndyoceras fa parte dei protoceratidi, una famiglia di artiodattili tipici del Nordamerica; in particolare, questo animale faceva parte della sottofamiglia Synthetoceratinae, comprendente le forme più derivate della famiglia. Sembra che Syndyoceras e l'affine ma tardivo Kyptoceras del Pliocene furono le forme più basali tra i Synthetoceratinae.